# キンメフクロウ

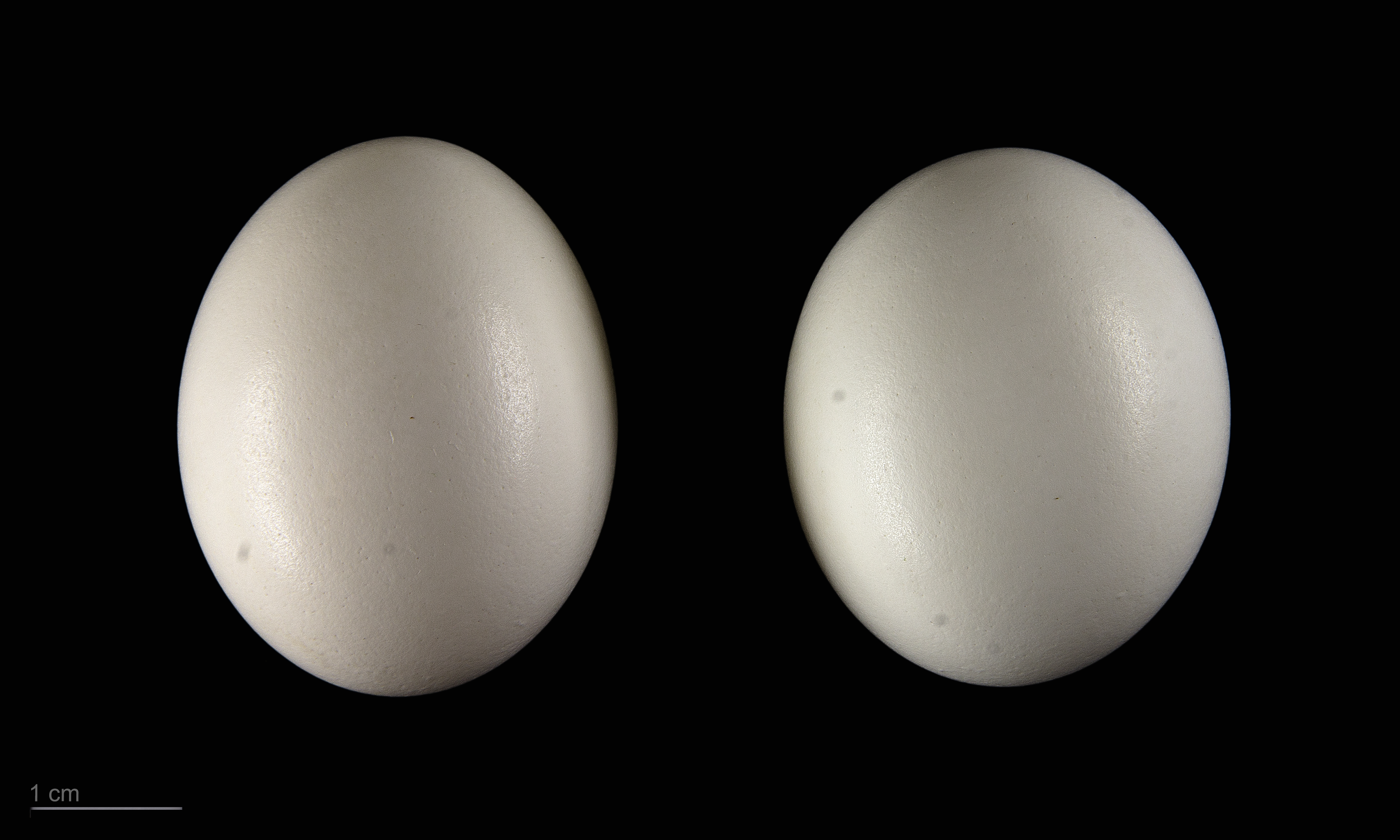
Aegolius funereus funereus

キンメフクロウ（金目梟、学名：Aegolius funereus）は、フクロウ目フクロウ科に分類される鳥類の一種。和名は特徴的な目の色から、英名の Tengmalm's Owl はスウェーデンの博物学者ピーター・グスタフ・テングマルムから名づけられた。

## 分布

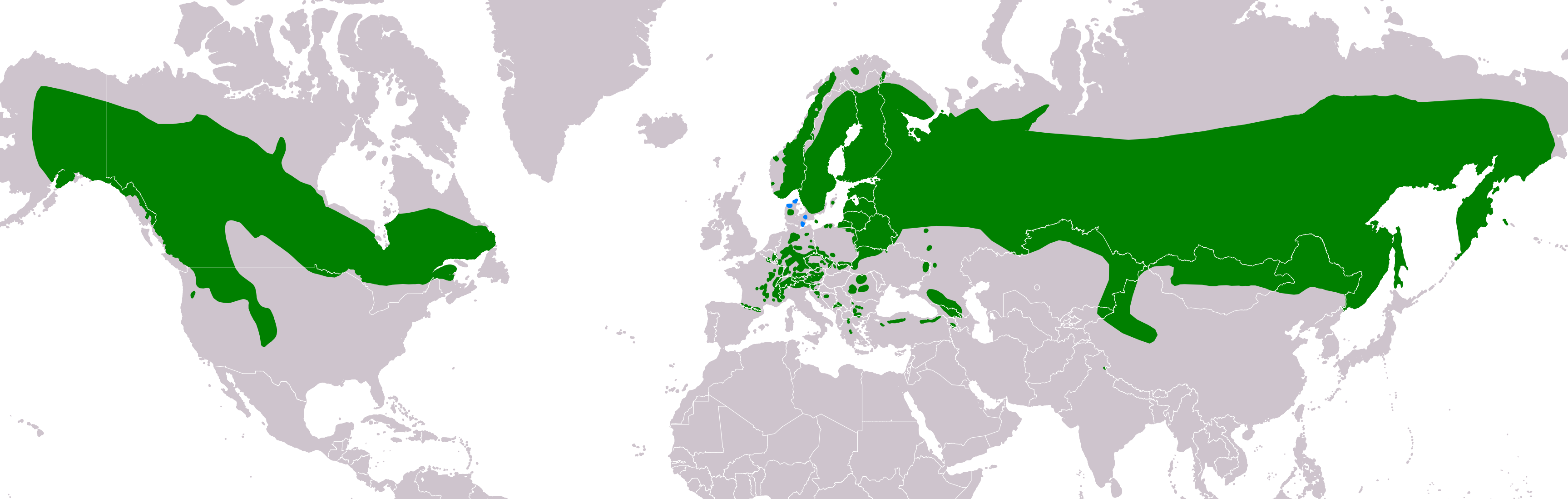
キンメフクロウの分布

北アメリカ大陸とユーラシア大陸の北部に帯状に分布する。一部の個体は中央アジアに生息している。生息地では留鳥である。
日本では稀な冬鳥として北海道や新潟県で数回記録されたに過ぎなかったが、1986年に北海道の大雪山系の針葉樹林で繁殖が確認された。現在3か所程の地点でのみ繁殖が確認され、留鳥として生息するが数は少ない。

## 形態
体長は22-27cmで、翼を広げた幅は50-62cmである。茶色地の上に肩から白い模様がある。頭は大きく、目は黄色で顔面は白く、驚いたような表情に見える。雌雄同色だが雌の方がやや大きい。幼鳥はチョコレート色である。

## 生態
飛行は力強く直線的である。基本的には夜行性で、ネズミなどの哺乳類や鳥類、昆虫などの無脊椎動物などを捕食する。
茂った針葉樹林や針広混合林の奥で生活し、木の洞の中に3個から6個の卵を産む。一般的に他の大型のフクロウ類が活動できないような空間を生活域としている。
「ポ　ポ　ポ」と続けて鳴く。
キンメフクロウは渡り鳥ではないが、秋になると多くのフクロウが南に移動することがある。生息地を大きく離れることは滅多にないが、繁殖期以外に観測が難しくなる理由の一つとなっている。

## 人間との関係
日本国内では生息地が限定され生息数も極端に少ないため、環境省のレッドデータブックに絶滅危惧1A類として登録されている。森林に生息するため、森林の減少による生息数への影響が懸念されている。
- 絶滅危惧IA類 (CR)（環境省レッドリスト）[2]